# 比拉斯布尔 (乔达摩菩提那加尔县)
比拉斯布尔是印度北方邦乔达摩菩提那加尔县下辖一城市，位於縣域東部。该镇已有400年歷史，一度是當地的經濟收入中心。

## 人口
2011年印度人口普查顯示， 比拉斯布爾的人口为15,500人。男性占全部人口的53％，女性占47％。比拉斯布爾的平均识字率为67％，低于全国平均水平的70.5％；男性识字率为58％，女性识字率为38％。18％的人口未满6岁。 

## 參閱
- 印度
- 印度城市列表